# Oscar Montez
Oscar Montez est un entraîneur argentin de football né le 9 septembre 1926 en Argentine. Il entame sa carrière de jeune entraîneur au Portugal, puis part pour l'Italie, où il réalise l'essentiel de sa carrière.

## Biographie
Il commence sa carrière d'entraîneur au Portugal, à l'Académica de Coimbra, il y entame la saison, mais ne la termine pas allant vers la capitale portugaise et rejoindre Os Belenenses en remplacement du célèbre Otto Glória.
En 1960, il est appelé à Setúbal, afin de prendre en main la destinée du club local, le Vitória, qui vient de descendre en deuxième division portugaise, avec pour objectif la remontée parmi l'élite lusitanienne. Dans une Zone Sud où les "Sadinos" apparaissent comme les grands favoris, il ne prend pas l'avance attendue par les dirigeants du club et est démis de ses fonctions, bien que toujours en position de pouvoir effectuer la remontée directe, il est remplacé par le hongrois János Biri. 
Lors de la saison 1962-63, il est de retour au Portugal après un court passage par l'Italie, il prend donc en charge le club lisboète  de l'Atléticoqui vient de réaliser une excellente saison terminant à la 6e place. Avant le championnat le club participe à la "Taça de Honra I Divisão de l'AF Lisbonne", qui laisse présager une belle saison à venirprès avoir battu en demi finale le Belenenses, il rencontre le Benfica Lisbonne en finale, défaite 3 buts à 1. Cela laisse présager une belle saison à venir malheureusement après 10 journées, avec 3 victoires et 7 défaites, il est remercié.

### Statistiques entraîneur
Le tableau ci-dessous, comprend tous les matches officiels (Championnats, Coupes, et Coupes Continentales), hors matches amicaux.
| Résultats | Résultats            | Résultats        | Résultats | Résultats | Résultats | Résultats           | Total  | Total  | Total | Total  |
| Saison    | Club                 | Pays/Championnat | V.        | N.        | D.        | Cl.                 | Titres | % V.   | % N.  | % D.   |
| --------- | -------------------- | ---------------- | --------- | --------- | --------- | ------------------- | ------ | ------ | ----- | ------ |
| 1959-60   | Académica de Coimbra | I Divisão        | ?         | ?         | ?         | Saison non terminée | ?      | %      | %     | %      |
| 1959-60   | Os Belenenses        | I Divisão        | ?         | ?         | ?         | ?                   | ?      | %      | %     | %      |
| 1960-61   | Vitória Setúbal      | II Divisão       | ?         | ?         | ?         | Saison non terminée | ?      | %      | %     | %      |
| 1961-62   | USC Palermo          | Serie A          | ?         | ?         | ?         | 8e                  | ?      | %      | %     | %      |
| 1962-63   | Atlético CP          | I Divisão        | 6         | 0         | 10        | Saison non terminée | 0      | 37,50% | %     | 62,50% |
| 1962-63   | USC Palermo          | Serie A          | ?         | ?         | ?         | Saison non terminée | ?      | %      | %     | %      |
| 1964-65   | Mantoue FC           | Serie A          | ?         | ?         | ?         | Saison non terminée | ?      | %      | %     | %      |
| 1965-66   | Cosenza 1914         | Serie C          | ?         | ?         | ?         | 2e                  | ?      | %      | %     | %      |
| 1966-67   | Cosenza 1914         | Serie C          | ?         | ?         | ?         | Saison non terminée | ?      | %      | %     | %      |
| 1968-69   | Cosenza 1914         | Serie C          | ?         | ?         | ?         | Saison non terminée | ?      | %      | %     | %      |
| 1973-74   | Cosenza 1914         | Serie C          | ?         | ?         | ?         | 18e                 | ?      | %      | %     | %      |
| 1985-86   | Cosenza 1914         | Serie C1         | ?         | ?         | ?         | 13e                 | ?      | %      | %     | %      |
| Total     | Total                | Total            |           |           |           | -                   |        | %      | %     | %      |

## Palmarès
- Finaliste de la Taça de Honra I Divisão de l'AF Lisbonne en 1962 avec Atlético CP .